# Franz Xaver Haberl
Franz Xaver Haberl (født 12. april 1840 i Oberellenbach i Niederbayern, død 5. september 1910 i Regensburg) var en tysk musikhistoriker.
 
Efter at have modtaget præstevielsen 1862 i Passau var han først domkapelmester og musikpræfekt sammesteds, blev senere en række år organist ved den tyske kirke (Santa Maria dell'Anima) i Rom, endelig 1871—82 domkapelmester i Regensburg, æresdiaconus ved domkirken i Palestrina, 1889 dr. theol. honoris causa i Würzburg. Den af ham i 1875 stiftede kirkemusikskole i Regensburg er af fremragende betydning, navnlig som repræsentant for den reformatoriske bevægelse i den romerskkatolske kirkemusik, hvilken går ud på en tilbagevenden til de gamle overleveringer, den gregorianske sang og Palestrinastilen. Som historiker har Haberl ved omfattende og indgående arkivforskninger givet betydelige bidrag til musikhistorien, især i sine afhandlinger Wilhelm Dufay og Die römische Schola cantorum (i Bausteine zur Musikgeschichte, I—III), fremdeles i den af ham redigerede Cæcilien-Kalender og dens fortsættelse Kirchenmusikalisches Jahrbuch. Hans Magister choralis var i sin tid en af de bedste og mest benyttede lærebøger i gregoriansk sang (12 oplag og oversat på forskellige sprog). Et betydeligt arbejde har Haberl desuden nedlagt i den store Palestrinaudgave, som omfatter alle mesterens værker i partiturudgave (33 bind).